# Michel Aupetit
Michel Aupetit, född 23 mars 1951 i Versailles, är en fransk romersk-katolsk ärkebiskop. Han var ärkebiskop av Paris 2017–2021 men avgick i december 2021 och den officiella orsaken angavs vara ”tvetydigt beteende” (comportement ambigu) med en kvinna.

## Bilder
|  |